# صراخ (جنس)
صَرّاخ أو بومة صراخة (الاسم العلمي: )، هو جنس من البوم الحقيقي الصغير. اسم الجنس في اللغة اللاتينية، aegolius، هو نوع من البومة الصّياح التي كان يعتقد أنها طائر نذير شؤم.